# L'Africain du Groenland
L'Africain du Groenland est un livre autobiographique évoquant la jeunesse d'un jeune Togolais, Tété-Michel Kpomassie et notamment son désir de se rendre au Groenland, alors qu'il est un jeune Africain sans moyens financiers ni connaissances particulières sur la façon d'y parvenir. Ce livre est publié en 1980.

## Présentation
Ce livre évoque tout d'abord l'éducation de Tété-Michel Kpomassie au Togo, puis sa rencontre à l'adolescence avec un livre sur le Groenland et sa détermination à s'y installer et à partager la vie des indigènes de cette grande île boréale, les Inuits. Il mettra sept longues années pour arriver à destination.

## Résumé

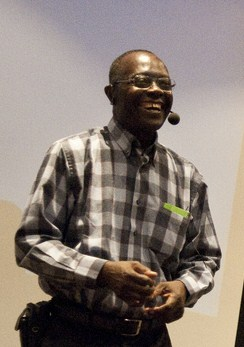
Tété-Michel Kpomassie en 2011.

À la fin des années 1950, un jeune Africain qui n'est pas séduit par les traditions de son pays et de son clan, se retrouve passionné par la vie des Inuits, à la suite de sa découverte d'un livre sur le Groenland. Il se découvre, malgré ses origines, de profondes affinités avec les habitants de cette île lointaine. Il décide, dès lors de quitter son village et se lance dans un grand voyage de presque huit ans, semé d'embûches afin de parvenir au Groenland.
Accueilli par les Inuits, le jeune homme découvre une société traditionnelle, vivant de la pêche et de la chasse, mais aussi une société fragilisée et de plus en plus dépendante de la colonisation occidentale car le Groenland est une colonie danoise. 
Au cours de ce livre de près de 500 pages, les lecteurs découvrent la signification du bokonon togolais, prêtre du python sacré, des formes inhabituelles d'hospitalité française, de l'entretien ménager allemand, de la vaisselle danoise et, surtout, du sentiment inhabituel de liberté et de désinvolture des Inuits. Sa rencontre avec la population indigène Kalaallit, qui est très différente mais à bien des égards très similaire dans son mode de vie à la société tribale du Togo, constitue le cœur de ce récit authentique. 
L'auteur Tété-Michel Kpomassie a participé à une interview pour la BBC, dans laquelle il décrit ses rencontres. L'ouvrage a bénéficié d'une réédition en France, en 2015, en format poche.

## Distinctions
Ce livre paraît en France en 1980 et lui vaut le Prix littéraire francophone international en 1981. Une traduction anglaise paraît en 1983 et est retenue par le New York Times dans sa liste des « Notable Books of the Year » (« Livres remarquables de l'année »). 
Par la suite, Tété-Michel Kpomassie écrit des articles et des nouvelles qui sont éditées dans des publications en français.

## Autour du livre
C'est le livre Les Esquimaux du Groenland à l'Alaska, écrit par l'anthropologue, médecin et psychanalyste français Robert Gessain, édité par Bourrelier (Paris, 1947), qui a inspiré à Tété-Michel Kpomassie son idée de voyage pour le Groenland.